# Cầu Kierbedź
Cầu Kierbedź là cầu thép đầu tiên bắc qua sông Wisła ở Warszawa. Cầu được thiết kế bởi Stanisław Kierbedź và xây dựng trong thời gian 1859 - 1864. Cầu có sáu nhịp với chiều dài 474 m.

## Lịch sử
Cầu được xây dựng theo sáng kiến của Hiệp hội Đường sắt Nga. Theo kế hoạch ban đầu, cầu được xây làm cầu đường sắt nối ga Petersburg (nay là Nhà ga Warszawa Wileńska) với ga Viên (Dworzec Wiedeński, đã bị phá dỡ năm 1944). Kế hoạch này bị hủy bỏ khi cầu được xây chỉ để phục vụ cho giao thông đường bộ (với đường sắt cho xe điện ngựa kéo). Một cầu đường sắt, Cầu đường sắt Citadel, được xây dựng vài năm sau, nằm phía bắc tại Thành cổ Warszawa.

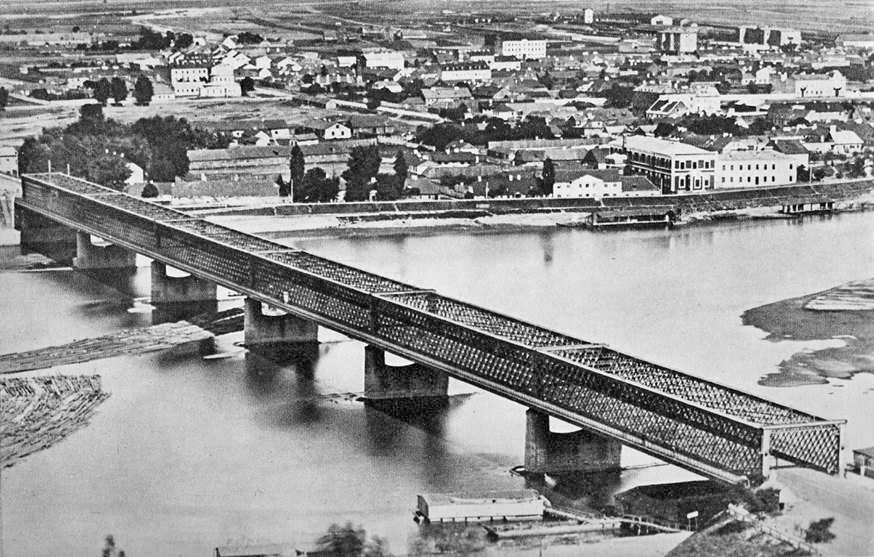
Cầu Kierbedż nhìn từ tháp của Cung điện Hoàng gia, những năm 1870

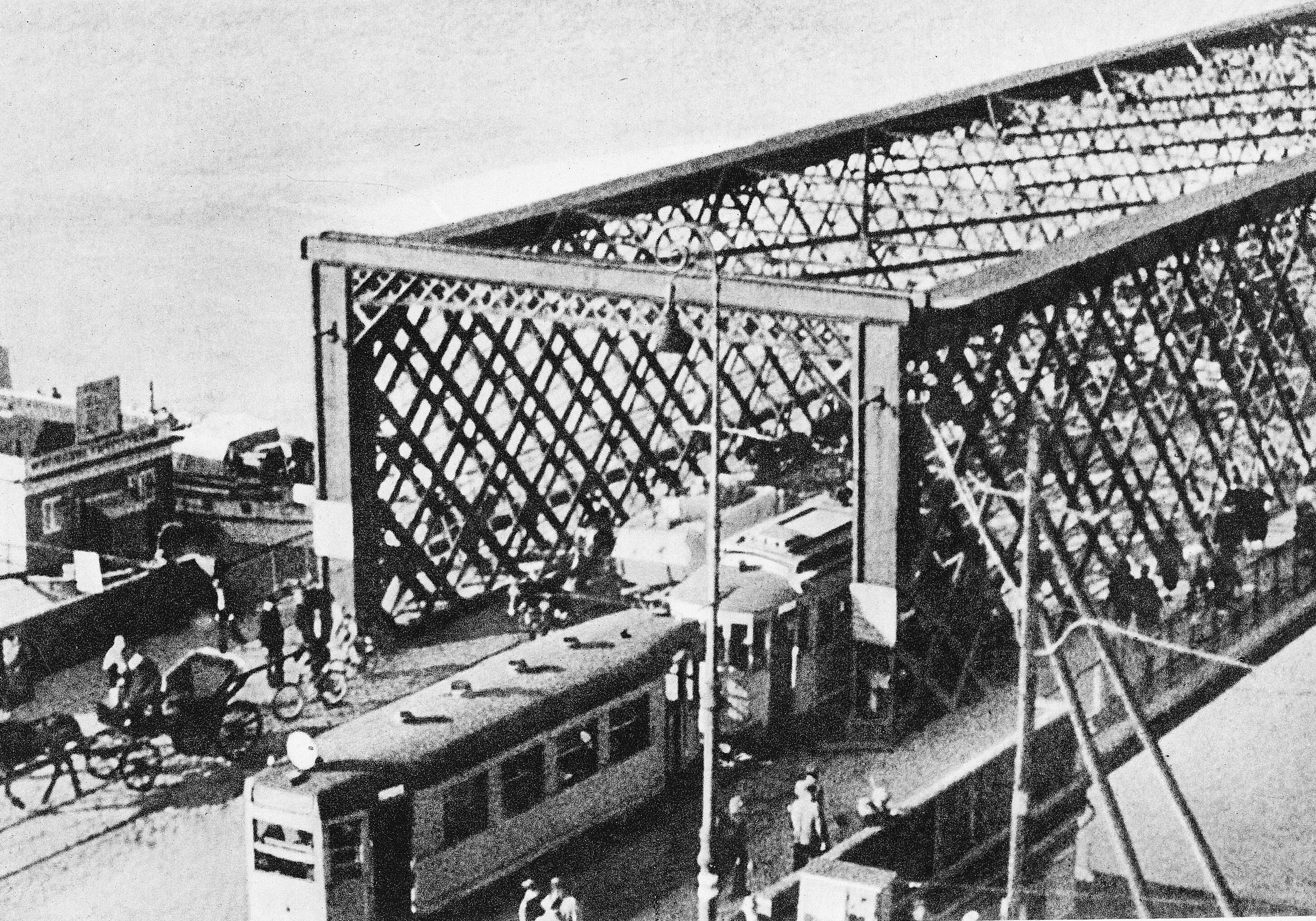
Đường đầu cầu

Mặc dù cầu Kierbedź là cây cầu vĩnh cửu đầu tiên kể từ khi xây dựng Cầu Sigismund Augustus vào thế kỷ 16, việc xây dựng cầu vĩnh cửu đã được quốc hội thông qua nhưng hầu như không được báo chí nhắc đến.
Tổng mức xây dựng cầu là 2.7 triệu Rúp Nga. Stanisław Kierbedź là người thiết kế chính và công trình được tiến hành bởi các công ty Pháp là "Gouin et C-ie the Batignolles" và "Schneider Creuzot" với đại diện là một kỹ sư người Pháp có tên Gottard và một kỹ sư - nhà phát minh người Ba Lan Stanisław Janicki.
Cầu được thông xe ngày 22 tháng 11 năm 1864.
Trong thời gian Phân chia Ba Lan, cầu có tên chính thức là Cầu Alexander (Mostu Aleksandryjskiego, được mang tên theo Nga hoàng Alexander II). Cầu thường được gọi là Cầu Kierbedź (theo tên người thiết kế và thi công). Sau khi khôi phục nền độc lập của Ba Lan, tên gọi này trở thành tên gọi chính thức của cây cầu.
Ngày 5 tháng 8 năm 1915, khoảng 6 giờ sáng, đạo quân rút khỏi Warszawa của Nga đã giật sập hai nhịp giữa của cầu mà không làm hỏng các trụ cầu. Cầu được xây dựng lại năm 1916 nhưng nhịp giàn mới khác lạ so với các nhịp do Kierbedź thiết kế (dầm đỉnh của nhịp có hình parabol).

### Chiến tranh thế giới thứ hai và thời kỳ hậu chiến
Cây cầu một lần nữa bị phá hủy ngày 13 tháng 9 năm 1944 bởi quân đội Đức trên đường rút lui do Hồng quân tiến gần đến bờ phía phải sông Vistula.
Sau Chiến tranh thế giới thứ hai, một cây cầu mới có tên gọi Cầu Śląsko-Dąbrowski được xây dựng trên các trụ còn sót lại của cầu, đồng thời với việc dỡ bỏ Cầu cạn Pancer (Wiadukt Pancera) như là một phần công tác xây dựng Đường WZ mới.
Tháng 9 năm 2011, theo yêu cầu của Sở Cầu đường (thuộc Viện Nghiên cứu Cầu Đường), một mảnh dầm dài 6 feet (khoảng 1.83m) của cầu Kierbedź được khôi phục, đặt bên bờ sông Vistula phục vụ công chúng.

## Cây cầu trong phim ảnh
Trong phần sáu của chương trình truyền hình nổi tiếng Bốn chàng lính tăng và một chú chó (phim), mang tên Cây cầu (1966), những người hùng đã đến Cầu Kierbedź từ Praha. Cây cầu được dùng làm bối cảnh quay phim thực chất là ở Toruń do thiết kế tương tự của nó cũng có đường ray dành cho xe điện. Cây cầu đó của Toruń (hiện biết đến với tên gọi Cầu đường bộ Józef Klemens Piłsudski) cũng được dùng cho cảnh quay cầu Kierbedź trong phim Zamach do Jerzy Passendorfer đạo diễn năm 1958.

## Hình ảnh

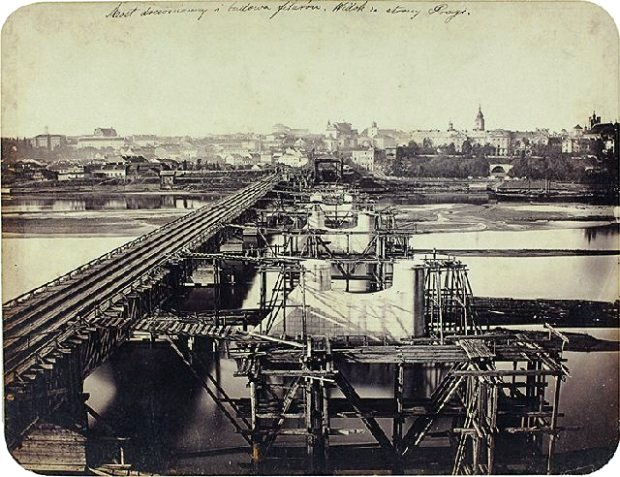
Công trường thi công cầu do Karol Beyer chụp năm 1862
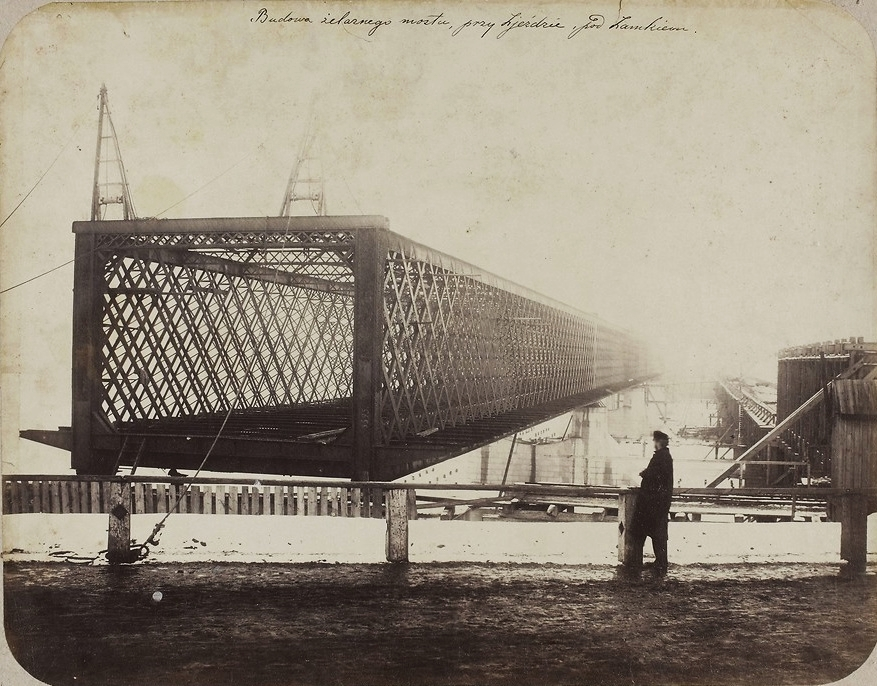
Thi công cầu năm 1864, ảnh do Karol Beyer chụp
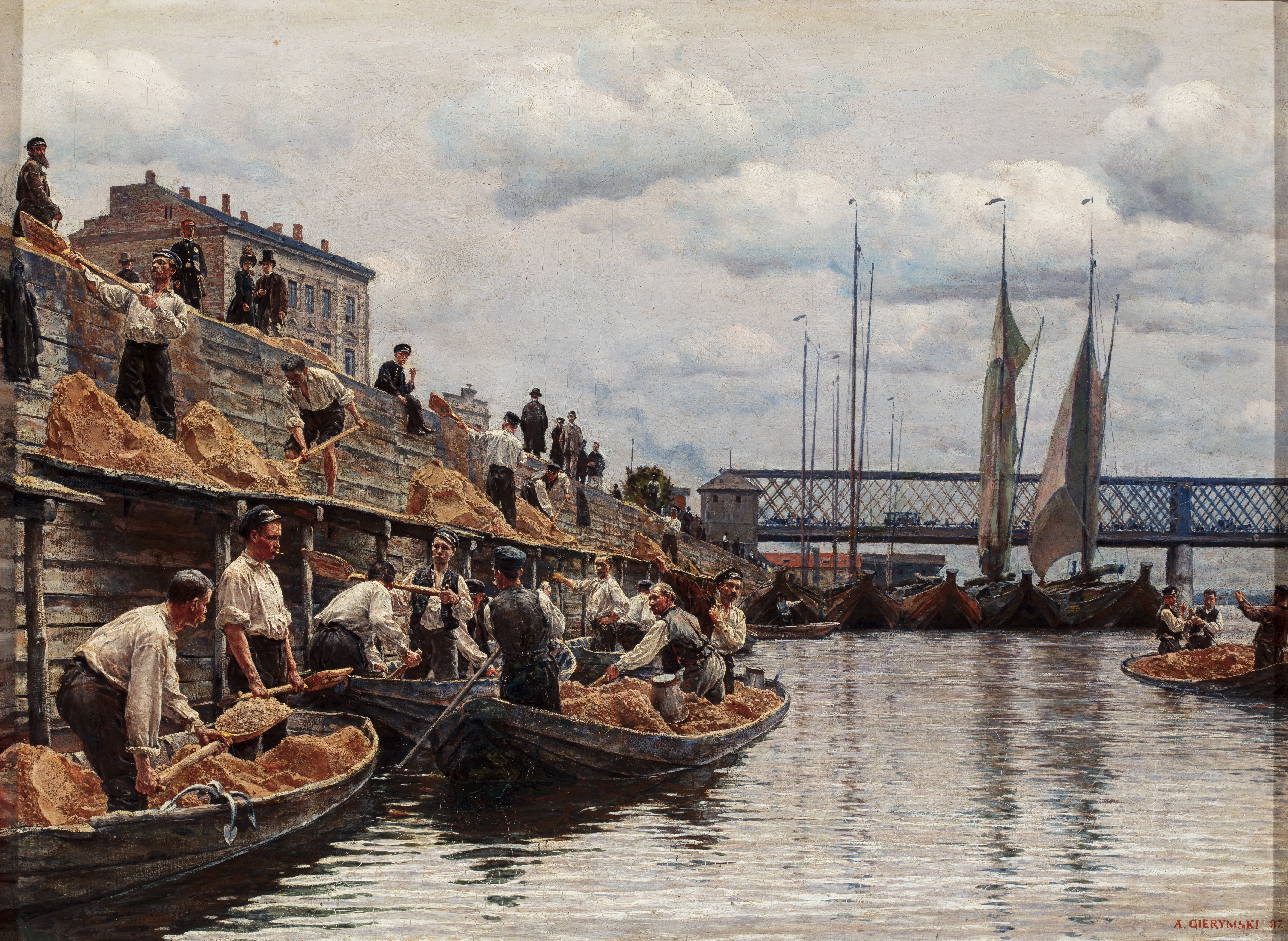
Tranh của Aleksander Gierymski, tựa đề Piaskarze vẽ cây cầu, 1887
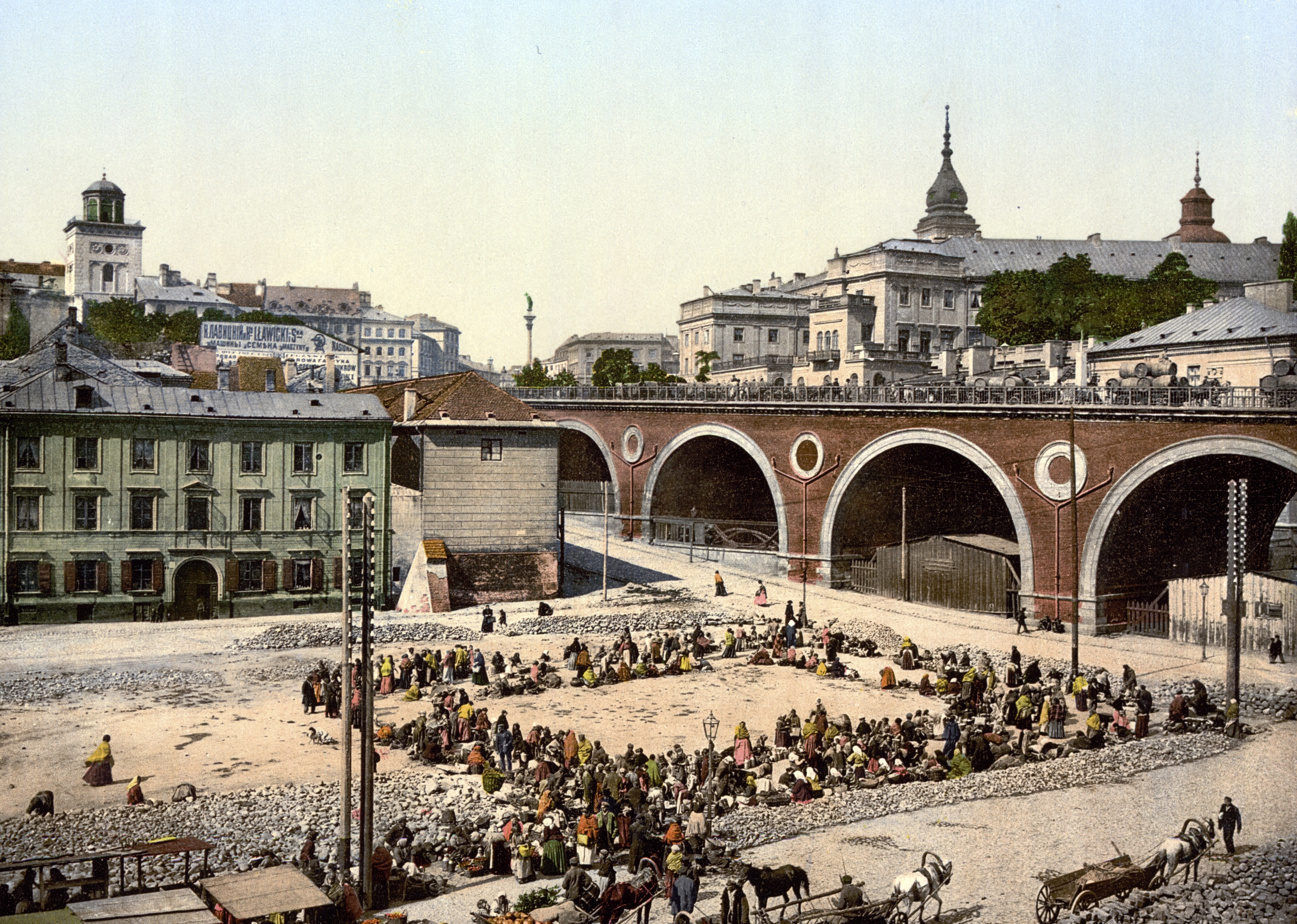
Wiadukt Pancera (Cầu cạn Pancera) liền kề, 1890
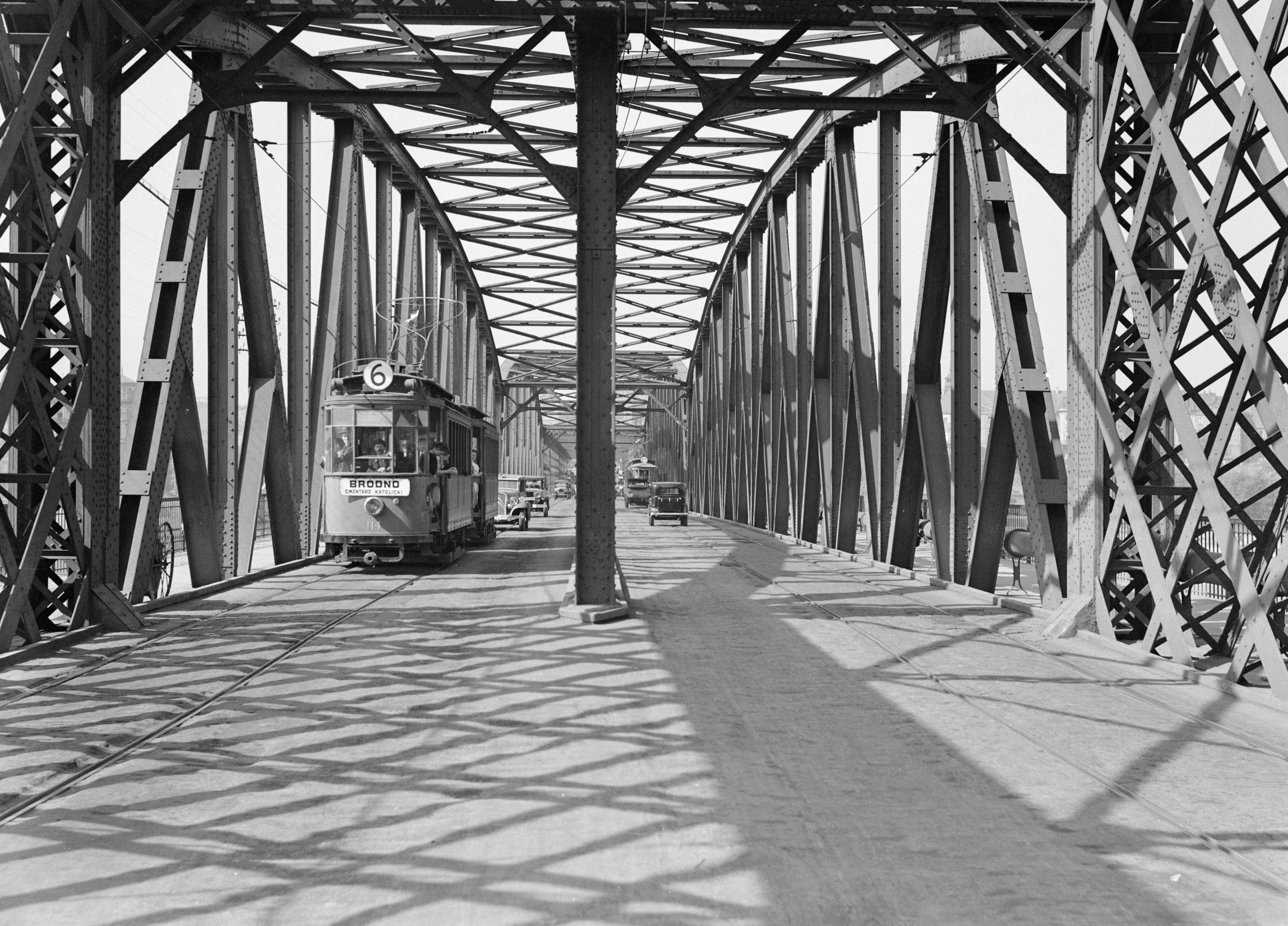
Cầu năm 1934, được thay thế bằng các dầm cong.